# アウルクチ (西平王)
アウルクチ（モンゴル語: Оруч Uruγči、中国語: 奥魯赤、生没年不詳）は、モンゴル帝国の第5代皇帝クビライ・カアンの庶子で、モンゴル帝国の皇族。『元史』などの漢文史料では奥魯赤(àolŭchì)、『集史』などのペルシア語史料ではاوغروقچى(ūghrūqchī)と記される。

## 概要
『集史』の記述によるとクビライの側室の一人、ドルベン部出身のドルベジン・ハトゥンより生まれ、同母兄弟には雲南王フゲチがいたという。兄のチンキム・マンガラ・ノムガン・フゲチらがそれぞれ燕王・安西王・北平王・雲南王に封ぜられて自らのウルスを形成したのに続き、アウルクチは至元6年（1269年）に西平王に任ぜられた。『集史』「クビライ・カアン紀」には「[クビライ・]カアンはチベット地方（ولایت تبت）を彼に委ねられた……」とも記されており、これ以後アウルクチはチベット東部に自らのウルス（西平王国）を形成する。庶出のフゲチ、アウルクチらの所領はチンキムら嫡出子の王国より比較的小規模であり、安西王マンガラの統令下にあったものと見られる。
至元9年（1272年）、クビライよりチベット・雲南・四川の折衝地帯にあたるガインドゥ/建都（現在の西昌市）の征服を命じられ、四川行省のイェスデルを始め、マングダイ、スゲ、劉恩ら諸将を率いて出発した。同年中にはクビライより米が支給されている。
至元10年（1273年）、アウルクチはイェスデルらとともにガインドゥを攻略し、その酋長下済ら4人を捕らえ、その民600人を支配下に入れた。至元12年（1275年）には帝師パクパがチベット本国に帰還するにあたり、モンゴルの支配体制に不満を持つクンガ・サンポが叛乱を起こした（クンガ・サンポの乱）。そこで、クビライは安西王マンガラ、ジビク・テムル、駙馬ジャンギに命じてモンゴル兵を援軍としてアウルクチの下に派遣させ、アウルクチは10万を越える大軍を率いクンガ・サンポの乱を平定した。
これ以後、アウルクチの軍事行動に関する記録は少なくなり、至元16年（1279年）・至元17年（1280年）・至元19年（1282年）・至元23年（1286年）にアウルクチにクビライより下賜がなされたことのみが記される。至元30年（1293年）、張邦瑞が西方へ遠征するのに軍勢を供出した。
至元31年（1294年）、クビライが崩御すると、次代のカアンを決定する上都クリルタイに息子のテムル・ブカとイジル・ブカとともに出席したことが『集史』「テムル・カアン紀」に記されている。元貞元年（1295年）、チュベイが率いていたタンマチを統べるよう命じられ、翌年には上都開平府で新帝テムルと行動をともにした。
その後もアウルクチは王族として定期的に下賜を受けていたが、大徳10年（1306年）以後史料上には現れなくなり、この頃亡くなったものと見られる。

## 子孫
アウルクチの家族について、漢文史料の『元史』とペルシア語史料の『集史』はともに2人の息子がいたと記している。

### テムル・ブカ
アウルクチの長男の名前を『元史』は鉄木児不花(tiĕmùér bùhuā)、『集史』はتیمور بوقا(tīmūr būqā)と記しており、これはどちらもテムル・ブカ(Temür Buqa)という名前を表記したものである。アウルクチ・ウルス当主の座は基本的にテムル・ブカの家系に継承されていった。

### イジル・ブカ
アウルクチの次男の名前について、『元史』は八的麻的加(bādemádejiā)、『集史』はایجىل بوقا(yījīl būqā)と記しており、名前が一致しない。『集史』の記す「イジル・ブカ」が本名で、『元史』の記す「バディマディガ」はチベット語に由来する別名の可能性もあるが、確証はない。

## アウルクチ西平王家
- セチェン・カアン（世祖クビライ）
  - 西平王アウルクチ（A'uruγči ＞奥魯赤/àolŭchì,اوغروقچى/ūghrūqchī）
    - 鎮西武靖王テムル・ブカ（Temür Buqa ＞鉄木児不花/tiĕmùér bùhuā,تیمور بوقا/tīmūr būqā）
      - 雲南王ラオディ（Laodi ＞老的/lǎode）
      - 鎮西武靖王チョスバル（Čosbal ＞搠思班/shuòsībān,شاسگبه/shāsgba）
        - キバ大王（Kiba ＞乞八/qǐbā）
        - イリンジバル大王（Irinjibar ＞亦只班/yìzhǐbān）

    - 西平王バディマディガ（Badimadiga/Iǰil Buqa ＞八的麻的加/bādemádejiā,ایجىل بوقا/yījīl būqā）